# Aethon percis
Aethon percis är en kräftdjursart som först beskrevs av G. M. Thomson 1889.  Aethon percis ingår i släktet Aethon och familjen Lernanthropidae. Inga underarter finns listade i Catalogue of Life.